# Какурин, Андрей Васильевич
Андрей Васильевич Какурин (1914 год, село Подгорное, Туркестанский край, Российская империя — дата и место смерти не известны, СССР) — председатель колхоза «Вольная степь», Герой Социалистического Труда (1948).

## Биография
Родился в 1914 году в селе Подгорное. До 1936 года работал счетоводом в колхозе «Коммунизм». С 1936 года по 1938 год служил в Красной Армии. С 1942 года по 1943 год участвовал в Великой Отечественной войне. С 1944 года по 1955 год был председателем колхоза «Вольная степь».
В 1947 году руководимый Андреем Васильевичем Какуриным колхоз «Вольная степь» собрал 15,7 центнеров зерновых с каждого гектара и на отдельных участках было собрано по 30,3 центнера зерновых. За эту трудовую деятельность он был удостоен в 1948 году звания Героя Социалистического Труда.

## Награды
- Орден Красной Звезды;
- Герой Социалистического Труда — Указом Президиума Верховного Совета от 28 марта 1948 года.
- Орден Ленина (1948);
- Медаль «За доблестный труд в Великой Отечественной войне 1941—1945 гг.»;

## Источник
- Герои Социалистического труда по полеводству Казахской ССР. Алма-Ата. 1950. 412 стр.